# La Boîte à chat
Pour les articles homonymes, voir Daddy's gone a hunting (homonymie).
La Boîte à chat (Daddy's Gone A-Hunting) est un thriller américain de Mark Robson, sorti en 1969.

## Fiche technique
- Titre : La Boîte à chat
- Titre original : Daddy's Gone A-Hunting
- Réalisation : Mark Robson
- Durée : 108 minutes
- Pays : États-Unis
- Langue : Anglais
- Genre : Thriller
- Couleur : Couleur (Technicolor)
- Format : 2,35 : 1
- Son : Mono (Westrex Recording System)
- Producteur : Mark Robson
- Musique : John Williams
- Directeur de la photographie : Ernest Laszlo
- Montage : Dorothy Spencer
- Direction artistique : Stan Johnson, James W. Sullivan
- Décors : Charles S. Thompson
- Costumes : Travilla
- Directeurs de production  : Harry Caplan, Emmett Emerson, Jack Kirschner
- Ingénieur du son : Clarence Peterson
- Société de production : Red Lion
- Dates de sortie : 
  - États-Unis : 13 mai 1969
  - France : 8 octobre 1969

## Distribution
- Carol White : Cathy Palmer
- Paul Burke : Jack Byrnes
- Mala Powers : Meg Stone
- Scott Hylands : Kenneth Daly
- James Sikking : Joe Menchell
- Walter Brooke : Jerry Wolfe
- Mathilda Calnan : Ilsa
- Gene Lyons : Dr. Blanker
- Dennis Patrick : Dr. Parkington
- Barry Cahill :  Agent FBI Crosley

Acteurs non crédités
- Rachel Ames : Infirmière du Dr. Parkington
- Edith Atwater : Infirmière au bureau à l'hôpital
- John Dennis : Mécanicien
- Edward Faulkner : Flic à la fête de Dixon
- Peter Hobbs : Docteur de Cathy
- Harry Holcombe : Inspecteur Dixon
- Andrea King : Brenda Frazier
- Ron Masak : Paul Fleming
- Jeffrey Sayre : Flic à la fête de Dixon
- Suzanne Somers : Piéton figurant
- Claude Stroud : Propriétaire d'animaux
- Mark Tapscott :  Homme au Téléphérique